# Hainaut-Sambre
Hainaut-Sambre is een door fusie ontstaan ijzer-en staalbedrijf, dat een groot deel van de Henegouwse ijzer- en staalbedrijven verenigde. Het heeft bestaan van 1955-1981.

## Voorgeschiedenis
Reeds vanaf het jaar 1000 was er sprake van metallurgische activiteiten in de omgeving van het huidige Charleroi. Er waren tal van smederijen die door waterkracht werden aangedreven. De laagovens, later hoogovens werden gestookt met houtskool. De eerste documenten over deze activiteiten dateren uit omstreeks 1600.
Het was met name François Huart-Chapel die tal van nieuwe vindingen in deze streek introduceerde, zoals de puddeloven in 1820 en, te Marcinelle, de eerste met cokes gestookte hoogoven.
In 1828 kocht het handelshuis Fontaine-Spitaels een perceel voor de bouw van staalfabrieken, welke in 1830 fuseerde met de Usines des Hauchies van Huart-Chapel. Aldus ontstond de firma Fontaine-Spitaels & Cie.. Deze bezat niet alleen hoogovens en cokesfabrieken, maar ook concessies voor het winnen van steenkool en ijzererts. In 1835 werd de firma in een naamloze vennootschap omgezet: Société Anonyme des Hauts-Fourneaux, Usines et Charbonnages de Marcinelle et Couillet.
In de loop van de 19e eeuw groeide deze maatschappij uit. Er ontstonden walserijen voor de productie van ijzeren staven, een spoorlijn werd aangelegd voor het vervoer van grondstof en producten, in 1888 werd de Siemens-Martinoven geïntroduceerd en in 1894 kwam een walserij voor rollen staal in productie.
Een onderdeel van Marcinelle et Couillet was de Société Anonyme Usines Métallurgiques de Hainaut, welke een fabriek had te Couillet welke stoomlocomotieven produceerde.
In 1906 werden de steenkoolmijnen afgesplitst als: Société Anonyme des Charbonnages de Marcinelle-Nord. De metallurgische tak ging verder onder de naam: Société Metallurgique de Couillet, naar de plaats Couillet waar belangrijke fabrieken stonden. In 1910 werd dit bedrijf omgedoopt in Société Métallurgique de Hainaut.

## Geschiedenis
In 1955 fuseerde de Société Métallurgique de Hainaut met de staalfabrieken van Sambre et Moselle, waarbij Hainaut-Sambre werd gevormd.
Samen met de Société Belge de l'Azote et des Produits Chimiques du Marly bouwde Hainaut-Sambre in 1932 een grote cokesfabriek in Neder-Over-Heembeek, op de plaats van het verdwenen gehucht Mariansart.
De groep verwierf in 1967 een meerderheidsbelang in de Société des Aciéries et Tréfilerie des Neuves-Maisons-Chatillon (staalfabrieken en draadtrekkerijen). Dit werd in 1977 doorverkocht aan de onderneming Chiers-Chatillon.
In 1978 werd ongeveer 2 miljoen ton staal geproduceerd.

## Neergang
Vanaf de jaren zeventig van de 20e eeuw, toen de staalcrisis voelbaar werd, geraakte de industriële groep in financiële problemen. In 1980 had het bedrijf een schuld van meer dan 1 miljard euro.
In 1980 volgde een fusie met Thy-Marcinelle et Providence, waarmee vrijwel de gehele staalproductie in de regio Charleroi in één maatschappij verenigd was. De belangrijkste activiteit was het produceren van lange producten zoals staven en draad.
In 1981 volgde een fusie met -het eveneens in financiële problemen geraakte- Cockerill-Providence, waarop de groep Cockerill-Sambre ontstond, waarin vrijwel de gehele Waalse metallurgische industrie in vertegenwoordigd was.
Vervolgens vond een proces van verdere fusies en bedrijfssluitingen plaats. Cockerill-Sambre werd in 1998 overgenomen door het Franse Usinor, dat later verder fuseerde tot het huidige ArcelorMittal. Ondertussen zijn alle staalactiviteiten van de groep in Henegouwen stilgelegd.